# Secondo Impero messicano
Il Secondo Impero del Messico (in spagnolo Segundo Imperio Mexicano) fu creato nel 1863, quando, il 10 luglio di quell'anno, un gruppo di notabili conservatori decisero di costituire il paese – all'epoca nella forma della Seconda Repubblica messicana – in Impero messicano, offrendo la corona a Massimiliano d'Asburgo Lorena come imperatore del Messico. Quest'ultimo, appoggiato dall'esercito conservatore del Messico e dall'esercito imperiale francese, entrò nel porto di Veracruz durante la ritirata dell'esercito liberale comandato da Benito Juárez e venne proclamato imperatore il 10 aprile 1864.

## L'offerta della Corona del Messico a Massimiliano

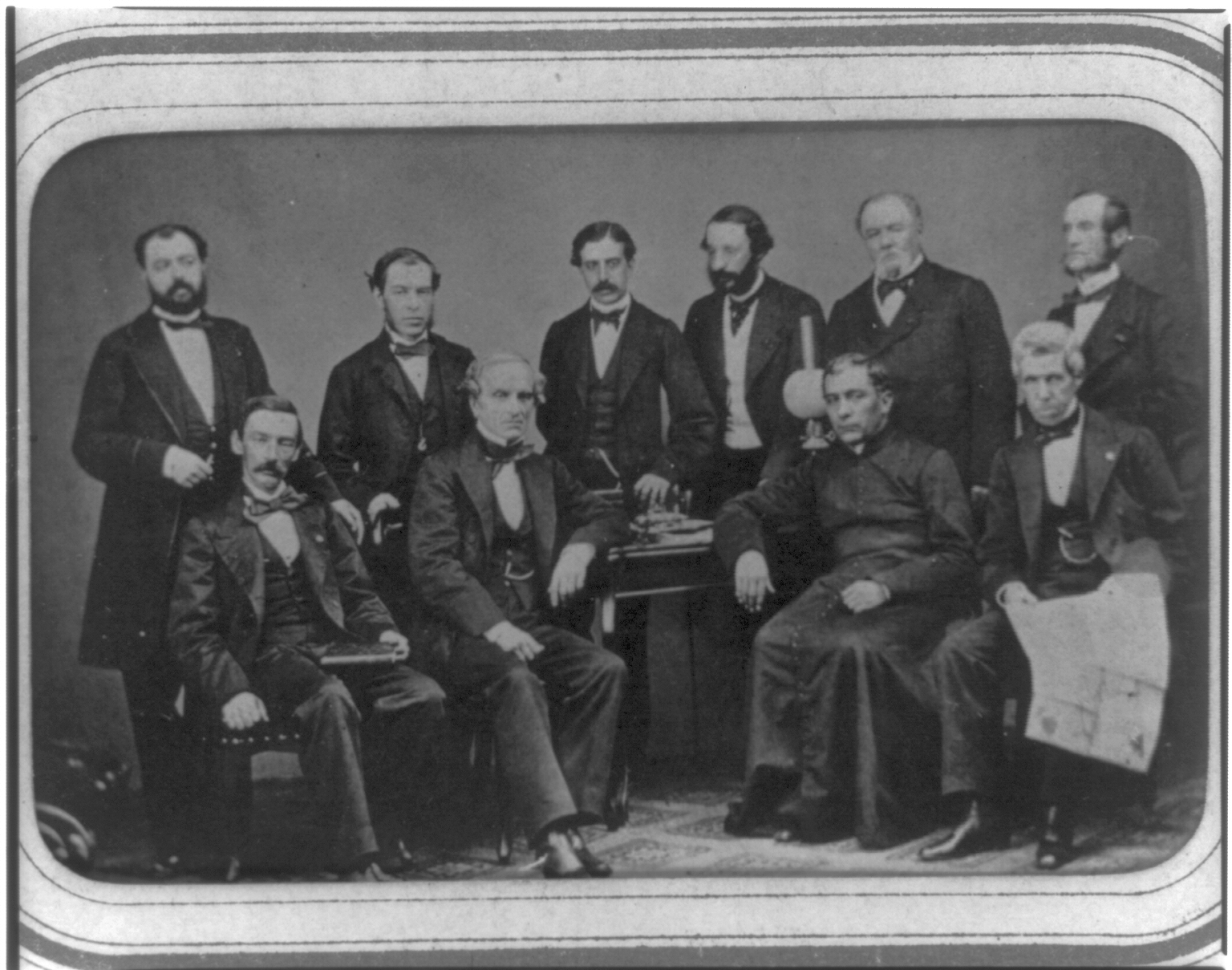
La commissione

Una commissione di persone che aveva rapporti con la fazione conservatrice del Messico, andando contro il governo di Benito Juárez e contro la Costituzione del 1857 arrivò nell'ottobre del 1863 al castello di Miramare a Trieste, dove risiedevano Massimiliano d'Asburgo e sua moglie Carlotta del Belgio.
La commissione era guidata da José Maria Gutierrez Estrada, e con lui c'erano anche Juan Nepomuceno Almonte (figlio naturale di padre José María Morelos y Pavón), José Maria Hidalgo e Francisco Javier Miranda.
Il 3 ottobre 1863 nel castello di Miramare, i messicani offrirono la Corona del Messico all'arciduca austriaco. Per convincerlo, la delegazione portò una documentazione nella quale si affermava che il popolo messicano desiderava avere un principe europeo sul suo trono, e che il malcontento verso il governo della Repubblica era generalmente diffuso in tutto il paese. Questo era falso poiché il governo Juárez godeva di grande prestigio in tutto il Paese.

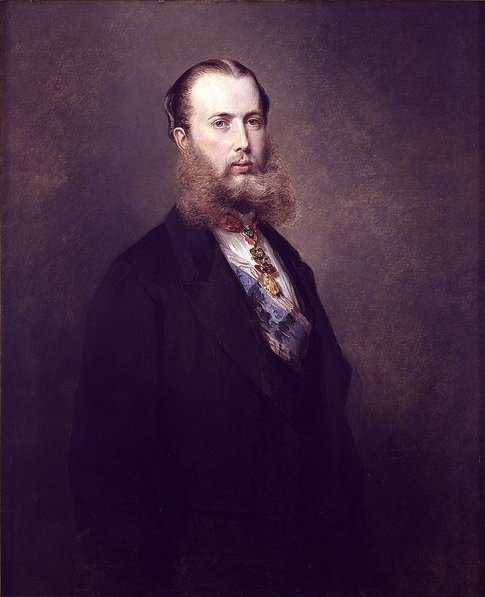
Massimiliano I imperatore del Messico

Quando i conservatori vennero sconfitti nella cosiddetta guerra di Riforma decisero di cercare aiuto nelle case regnanti europee, al fine di instaurare in Messico un governo imperiale affine all'ideologia cattolica. A tal fine crearono una commissione che si dedicò a visitare le case regnanti d'Europa al fine di ottenere un appoggio alla propria causa. Per mezzo della sposa spagnola di Napoleone III di Francia si rivolsero a Massimiliano d'Asburgo che si mostrò disposto a partecipare "all'impresa", e dopo aver ottenuto il sì di Napoleone III accettò la Corona.
A Napoleone III l'idea di creare un impero in Messico piacque subito e decise rapidamente di appoggiare i conservatori, inviando l'esercito francese a invadere il Messico, con il fine di stabilire un governo pro-francese vicino agli Stati Uniti d'America.
L'esercito francese venne sconfitto nella famosa Battaglia di Puebla, ma fu una questione momentanea visto che l'anno seguente i francesi riconquistarono la città e di conseguenza con l'appoggio dei conservatori messicani presero Città del Messico e con questa il potere, instaurarono una monarchia parlamentare e dichiararono Massimiliano d'Asburgo imperatore del Messico. La residenza ufficiale dell'imperatore fu il castello di Chapultepec nel centro di Città del Messico.
Il secondo Impero messicano sarebbe stato più lungo del primo, dal 1863 al 1867. Il governo di Massimiliano sorprese i conservatori messicani; era infatti un uomo moderno e affine alle dottrine dell'Illuminismo, senza dubbio molto più vicino ai liberali messicani che non ai conservatori, e ben presto coloro che l'avevano invitato a prendere la corona del Messico rimasero molto delusi.
Benito Juárez, in quel periodo presidente costituzionale, condusse la lotta contro gli invasori europei e nel 1867 ritornò a Città del Messico, avendo sconfitto i conservatori e gli invasori. Massimiliano I del Messico venne fucilato e il governo repubblicano restaurato.

## Il governo dell'imperatore Massimiliano

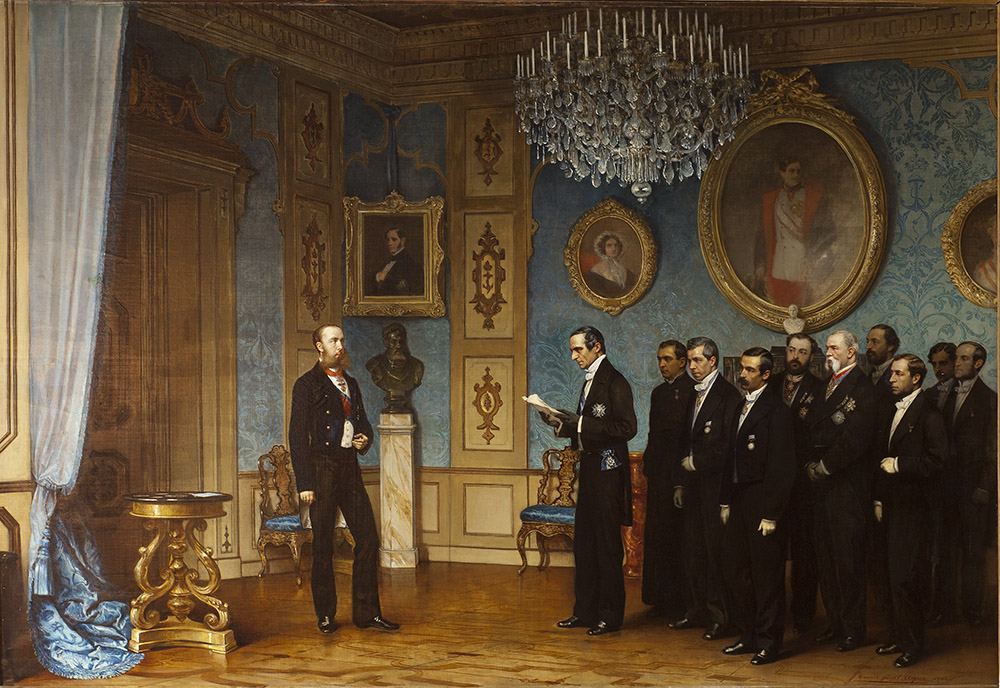
Offerta del trono a Massimiliano

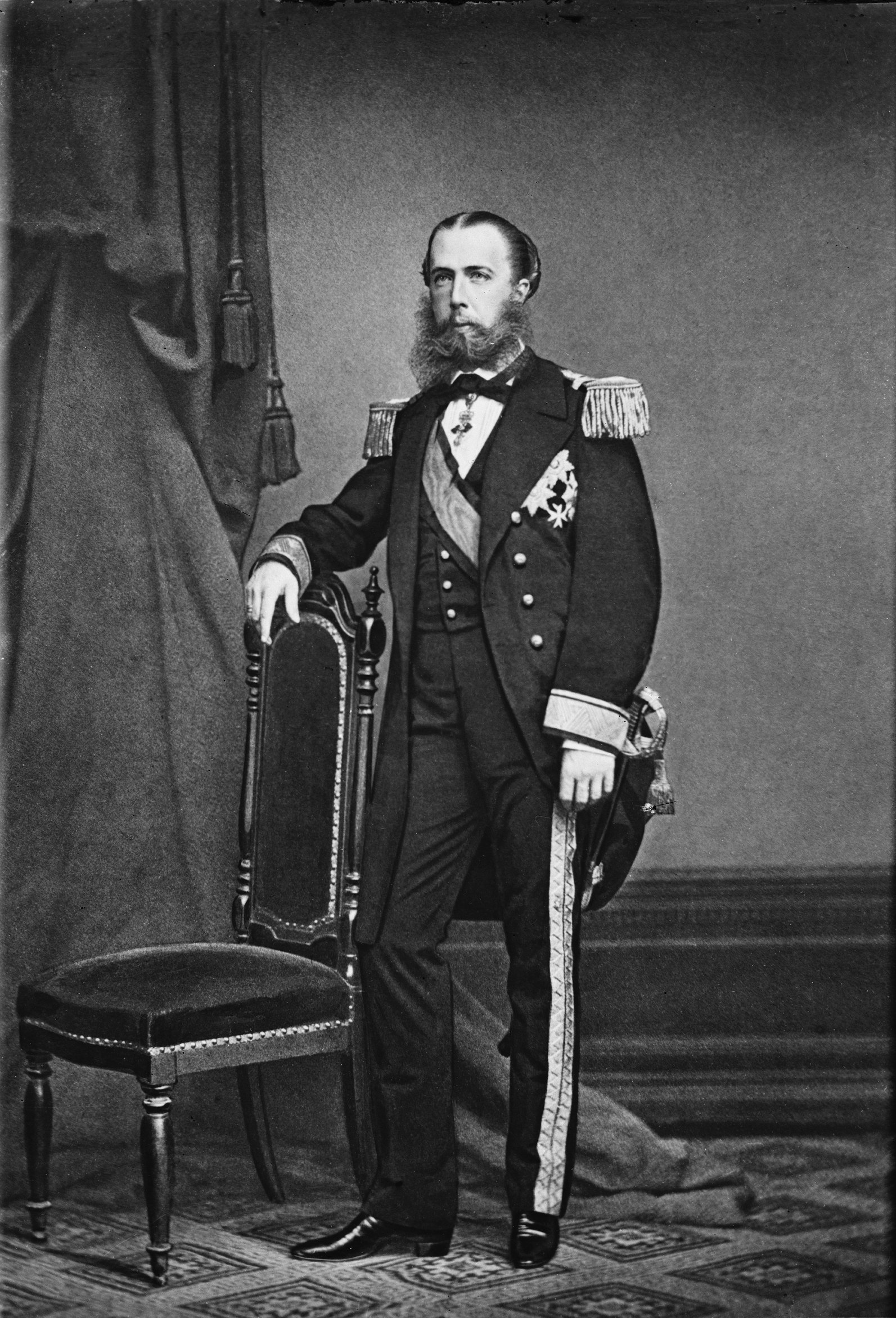
Massimiliano I del Messico

Le prime disposizioni del generale Forey all'entrare in città furono di cercare di dare all'invasione una parvenza di legalità. Propose la formazione di una giunta superiore di governo che a sua volta avrebbe eletto tre persone che avrebbero esercitato il potere esecutivo. Questa giunta, appoggiata da 215 persone avrebbe formato l'assemblea dei notabili che immediatamente firmò un documento nel quale si dava vita a un nuovo governo. In questo si disponeva che la nazione avrebbe adottato una monarchia moderata ed ereditaria con a capo un principe straniero, il quale avrebbe avuto il titolo di Imperatore del Messico. Questo titolo da quanto venne scritto, sarebbe stato offerto all'arciduca d'Austria Ferdinando Massimiliano. In seguito si istituì un potere esecutivo temporale che avrebbe preso il nome di reggenza.
Anche se la presenza straniera venne molto criticata, sin dalle sue prime disposizioni Massimiliano diede sfoggio delle sue posizioni liberali, rispettando certi affari interni, come la chiusura dell'Università, perché ritenuta reazionaria.
Durante l'impero, per esempio, non si parlò mai di togliere ai nuovi proprietari i beni nazionalizzati del clero. Una delle primissime disposizioni fu quella di concedere la totale libertà di stampa, così che tutti fossero liberi di esprimere le proprie opinioni. In seguito il governo imperiale dispose che i parroci dovessero applicare i sacramenti senza esigere nessun pagamento. Vennero applicate leggi di controllo sul matrimonio, sulle nascite e sui decessi e vennero istituiti i cimiteri e infine si applicarono norme per rafforzare le leggi riformiste applicate dal governo liberale che lo aveva preceduto.
Il tenore delle disposizioni emesse dal governo imperiale non piacque ai conservatori e tanto meno alla chiesa che chiese l'immediata eliminazione di tutte le leggi di riforma.
Massimiliano trovò nei conservatori dei grandi avversari della sua politica liberale e nei liberali una opposizione ferrea, perché rappresentava "l'invasore" e quindi l'attacco alla sovranità e alle istituzioni del Messico.
E anche se l'esercito francese era riuscito a imporre il governo in vari stati, non si riuscì mai ad avere il totale controllo del paese.
Per sua disgrazia al termine della guerra di secessione americana nel 1866, Massimiliano venne a sapere che Napoleone aveva intenzione di ritirare il proprio appoggio militare, visto gli elevati costi della permanenza francese sul suolo messicano.
In buona parte, l'instaurazione di questa monarchia fu possibile più per fattori esterni che per propri. I piani di posizionamento francesi oltremare approfittarono del fatto che gli Stati Uniti d'America si trovassero in guerra, e ciò garantiva che questi non avrebbero mai appoggiato i federalisti messicani, in buona parte collegati con le logge massoniche.
Senza dubbio, il 1867 fu un anno cruciale per l'occupazione francese:
1. Gli Unionisti vincono la guerra di secessione americana e sono in una miglior situazione per aiutare Benito Juárez con armi e appoggio logistico, Juarez si trovava con un governo parallelo in una città nel nord del Paese, El Paso del Norte, l'odierna Ciudad Juárez.
2. L'Impero Austriaco perde la guerra delle sette settimane contro la Prussia, facendo così annettere molti stati tedeschi alla Prussia e permettendo così l'unificazione della Germania che diventa così la principale minaccia per la Francia, con questo la Francia si vede impossibilitata a mandare rinforzi in Messico per appoggiare il trono di Massimiliano I del Messico. A questo si somma la devastazione dell'Austria che non permette neanche a Francesco Giuseppe (imperatore d'Austria) di mandare aiuti al fratello.

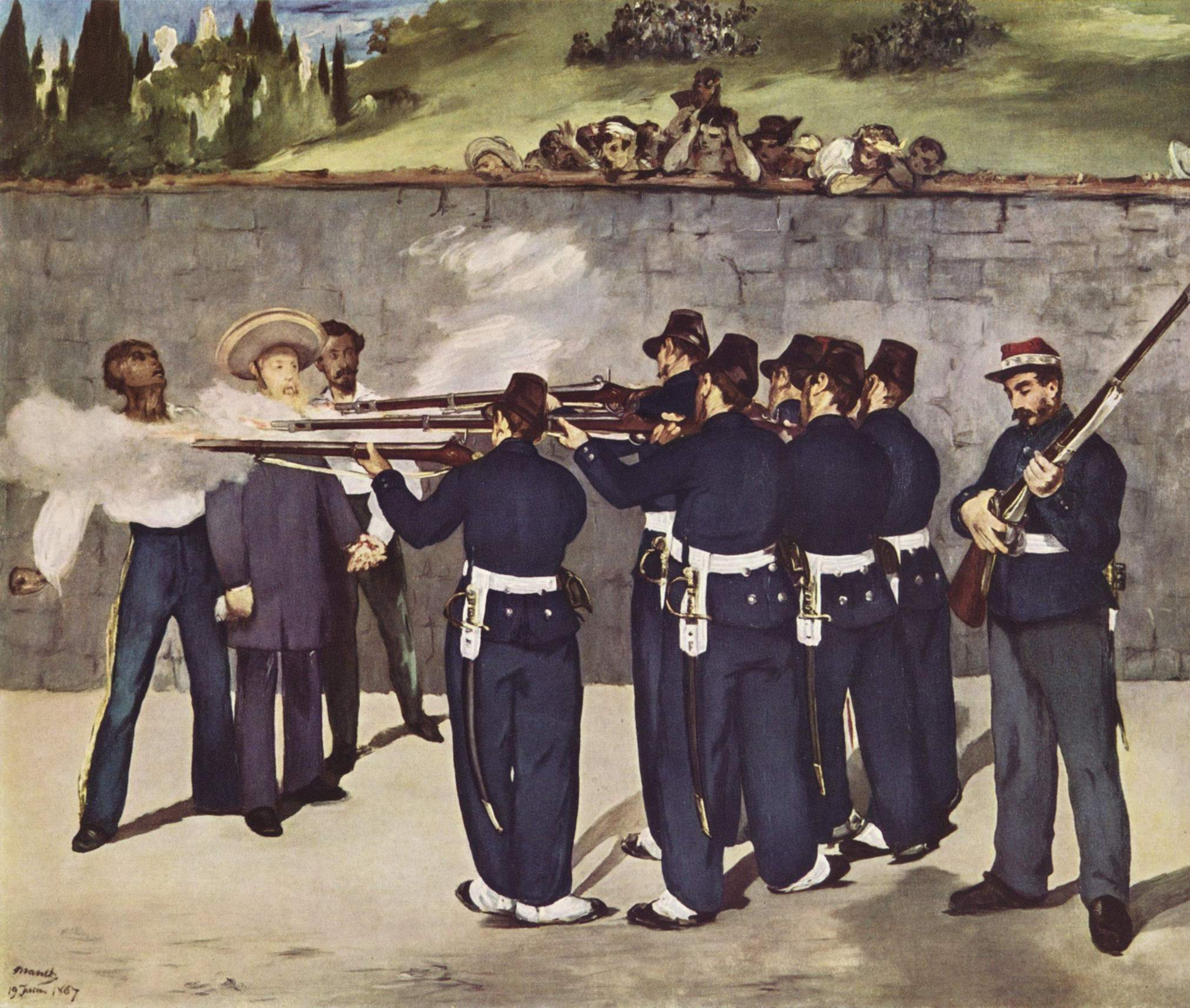
Fucilazione di Massimiliano, Édouard Manet

Le minacce della Francia di ritirare le sue truppe si realizzarono all'inizio del 1866; iniziò così l'avanzata repubblicana verso il centro del paese, visto che le truppe imperiali non potevano contenere l'avanzata. Nel 1867 Massimiliano riorganizzò l'esercito, designando i generali conservatori per le più alte cariche dell'esercito. Ma comunque all'avvicinarsi delle truppe repubblicane a Città del Messico, Massimiliano fuggì a Querétaro.
Il 6 marzo del 1867 il generale Mario Escobedo assediò la città di Querétaro mentre il generale Porfirio Díaz assediava Città del Messico, impedendo a Santiago Vidaurri di rafforzare le truppe imperiali a Querétaro. Dopo 71 giorni di assedio Querétaro cadde nelle mani delle truppe di Mariano Escobedo e Massimiliano consegnò al generale Ramon Corona la sua spada in segno di sconfitta, costretto a rinunciare al trono in data 15 maggio, quindi, il 19 giugno, venne fucilato sul monte delle campane con Tomás Mejía e Miguel Miramón. Benito Juárez entrò a Città del Messico il 15 luglio: la repubblica aveva vinto.

## Aneddoti storici
L'imperatrice Carlotta del Belgio ebbe fama di essere la donna più bella del Messico. In una certa forma, un'ombra che ancora oggi vive nella cultura popolare messicana. Non furono pochi gli uomini che si innamorarono della principessa belga. Un generale liberale, tale Vicente Riva Palacio, messicano di nascita e poeta, era solito comporre versi che dopo le truppe musicavano e cantavano durante le marce. Il più famoso di questi e senza dubbio "Adios, mamà Carlota" che si cantava a ritmo di Corrido, ed è in sé una satira contro l'impero che i liberali avevano di recente sconfitto.
Ecco due strofe del componimento:
te mira con tristeza

la estúpida nobleza

del mocho y del traidor.

En lo hondo de su pecho

ya sienten su derrota.

Adiós, mamá Carlota;

Adiós, mi tierno amor.
Y en tanto los chinacos

que ya cantan victoria,

guardando tu memoria

sin miedo ni rencor,

dicen mientras el viento

tu embarcación azota;

Adiós, mamá Carlota;

Adiós, mi tierno amor.»